# Комендант, Пётр Васильевич
Пётр Васи́льевич Коменда́нт (рум. Petru Comendant; род. 18 июня 1932, Кишинёв) — молдавский, советский и российский дипломат.

## Биография
В 1975—1981 годах — советник посольства СССР во Франции.
В 1981—1990 годах — министр иностранных дел Молдавской ССР.
С 23 августа 1990 по 11 января 1994 года — чрезвычайный и полномочный посол СССР, затем (с 1991) России в Руанде.
Депутат Верховного Совета Молдавской ССР.

## Дипломатический ранг
Советник I класса.